# Mitologia sumèria

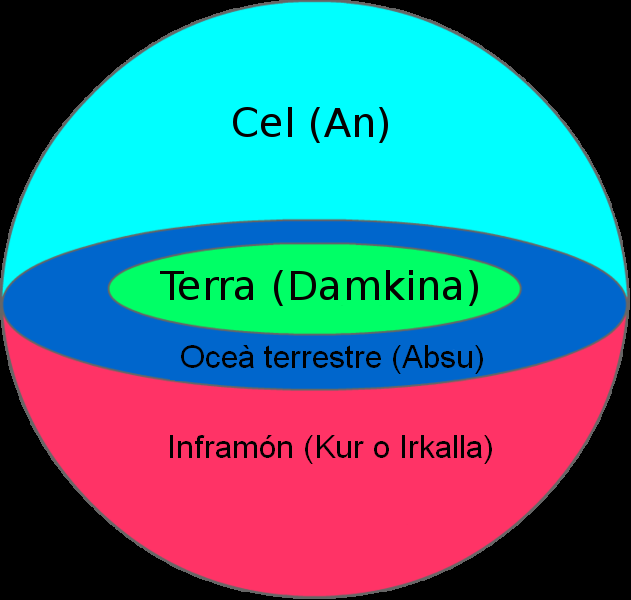
Principals divinitats cosmogològiques

La mitologia sumèria és el conjunt de relats i creences de l'antiga Sumer, a Mesopotàmia. La creació del món i de les espècies es deu, fonamentalment, a l'aigua, fet en consonància amb la importància dels rius Tigris i Eufrates. Per això a la cosmogonia tenen un paper destacat els vegetals, com a font de subsistència de la civilització. Igualment, el panteó diví s'organitza basant-se en la família humana, tret que s'heretarà en les mitologies posteriors.
Hi ha tres déus principals: 
- An, senyor del cel;
- Enlil, déu del vent
- Ninhursag, la deessa de la muntanya.

Posteriorment s'afegeix Enki, la divinitat de la Terra. Les relacions entre ells varien segons els mites consultats, fruit de generacions de transmissió oral.
Apareix als relats més primitius un arbre màgic, que uneix el cel amb la terra, figura que es trobarà a altres cultures (com l'arbre del paradís bíblic o als mites nòrdics) però que perd importància enfront de les aventures dels diversos déus i herois, que són els autèntics vincles entre els mons sumeris.
El Diluvi Universal té un paper important en l'ordenació d'aquesta mitologia, que passa dels temps antics amb la teogonia i l'origen d'algunes institucions socials a una etapa posterior a la gran inundació, que donarà peu als relats presents en la mitologia babilònica, com les proeses de Gilgamesh.
El rei actua com a hereu de la dinastia divina, com passarà a Egipte amb el faraó i, per tant, ocupa el centre del poder polític i religiós, ajudat pels sacerdots i els seus cultes a ziggurats i santuaris repartits pel territori.

## Les deïtats del cel
Els principals déus de Mesopotàmia es van identificar amb algun dels cossos celestes. Així:
- Nanna, el déu de la lluna
- Shamash (també conegut com a "Utu"), El Déu del Sol

Els planetes visibles també es van associar amb divinitats com:
- Enki i després "Nabu" relacionats amb el planeta Mercuri
- Inanna o Ishtar (Akkad), La Reina dels Cels i la deessa de l'amor i la guerra era una deïficació del planeta Venus.
- Nergal es va associar amb el planeta Mart
- Enlil i posteriorment Marduk es va associar amb el planeta Júpiter
- Ninurta es va associar amb el planeta Saturn

## Déus, dimonis, herois i altres personatges mitològics[3]
- Adap: Primer Rei
- Anat: deessa de la fertilitat i la guerra
- Anshar: Pare del cel
- Anu: El Déu del cel més elevat
- Antu: deessa creadora
- Apsu: El Governant dels déus i dels Oceans subterranis
- Asag: dimoni monstruós
- Asshur: déu nacional dels assiris
- Atrahasis: Protagonista del poema èpic del mateix nom
- Baal: deïtat superior a totes les altres i principal déu dels Caldeu-Assiris
- Damkina: Deessa de la Mare Terra
- Dumuzi: déu de la fertilitat i el creixement, se'l representa com un pescador o un pastor
- Bis: déu de la saviesa
- Emet: déu de la vegetació
- Enbilulu: Déu a càrrec de l'Eufrates i el Tigris
- Enmesarra: déu de la lleis
- Endursaga: déu heràldic SUMERI
- Enkidu: Company de Gilgamesh
- Enkimdu: déu de l'agricultura i els canals.
- Enlil: déu del clima i les tempestes
- Enten: déu pagès
- Enurta: déu de la guerra
- Ereshkigal: deessa de l'inframón
- Erra: déu de la guerra, disturbis i revoltes
- Gilgamesh: heroi de la gran epopeia de Gilgamesh posterior al diluvi
- Geshtu-E: déu menor de la intel·ligència
- Gugalanna: consort d'Ereshkigal
- Gula: deessa de la curació
- Hadad: déu del clima
- Huwawa: Guardià del Bosc de Cedres dels cors
- Inanna: deessa de l'amor i la guerra, protectora d'Uruk
- Ishtar: deessa de l'amor
- Isimud: déu missatger
- Iskur: déu de les tempestes i les pluges
- Kabta: déu responsables dels Pics, pales i motlles de maons
- Ki: deessa de la terra
- Kingu: marit de Tiamat
- Kishan: Pare de la terra
- Lahar: deessa del bestiar
- Marduk: déu nacional dels babilonis
- Mummu: déu de les Boirines
- Musdamma: déu posat una càrrega dels edificis i les cases
- Mušḫuššu: animal mitològic
- Nabu: déu de les arts d'escriure
- Namtar: déu servent a l'inframón
- Nanna: déu de la lluna
- Nanshe: Deessa de la justícia
- Nergal: déu de l'inframón
- Nidaba: deessa de la fertilitat i l'escriptura
- Ninazu: déu secundari de l'inframón
- Ningal: deessa de les Canyes
- Ningikuga: deessa de la canyes
- Ninhursag: Deessa de la Mare Terra
- Ninkasi: Deessa de l'Elaboració d'alcohol
- Ninkurra: deessa mare menor
- Ninlil: deessa de l'aire
- Ninmah: deessa creadora
- Nins: deessa de les plantes
- Ninsikil: deessa patrona del paradís mític de Dilmun
- Ninšubur: deessa o déu missatger
- Ninsun: deessa de les Vaques
- Nintu: deïtat mare
- Ninurta: déu de Nippur
- Nunbarsegunu: deessa mare
- Nusku: Déu de la Llum i el foc
- Oannes: Personatge meitat home meitat peix
- Pasittu: dimoni que s'emporta nadons
- Shamash: déu del sol i de la justícia
- Sin: déu lluna
- Tashmetum: deessa consort de Nabu
- Tiamat: deessa drac
- Tišpak: déu de Eshnunna
- Uras: deessa ctònica (vegeu ctònic)
- Utnapishtim: protagonista del diluvi
- Utu: déu del sol:
- Uttu: deessa dels teixits i la roba
- Utukku: Dimonis de l'inframón
- Zarpanitu: deessa del naixement
- Ziusudra: protagonista del diluvi